# Challenger Internazionale Dell'Insubria
Il Challenger Internazionale Dell'Insubria è stato un torneo professionistico di tennis sulla terra rossa, che faceva parte dell'ATP Challenger Series. Si giocava annualmente a Chiasso in Svizzera dal 2006 al 2008.

## Albo d'oro

### Singolare
| Anno | Campione            | Finalista      | Score       |
| ---- | ------------------- | -------------- | ----------- |
| 2008 | Younes El Aynaoui   | Alberto Martín | 7–6(2), 6–3 |
| 2007 | Werner Eschauer (2) | Michael Berrer | 6–3, 6–2    |
| 2006 | Werner Eschauer (1) | Simon Greul    | 6–1, 6–2    |

### Doppio
| Anno | Campione                    | Finalista                           | Score               |
| ---- | --------------------------- | ----------------------------------- | ------------------- |
| 2008 | Mariano Hood Alberto Martín | Fabio Colangelo Marco Crugnola      | 4–6, 7–6(4), [11–9] |
| 2007 | Bart Beks Matwé Middelkoop  | Teodor-Dacian Crăciun Victor Crivoi | 7–6(2), 7–5         |
| 2006 | Leonardo Azzaro Lovro Zovko | Amir Hadad Roko Karanušić           | 6–2, 7–5            |